# Monthion
Monthion – miejscowość i gmina we Francji, w regionie Owernia-Rodan-Alpy, w departamencie Sabaudia.
Według danych na rok 1990 gminę zamieszkiwały 304 osoby, a gęstość zaludnienia wynosiła 48 osób/km² (wśród 2880 gmin regionu Rodan-Alpy Monthion plasuje się na 1325 miejscu pod względem liczby ludności, natomiast pod względem powierzchni na miejscu 1408).